# اسن-نوردفایرتل
اسن-نوردفایرتل (به آلمانی: Nordviertel) یک منطقهٔ مسکونی در آلمان است که در اسن واقع شده‌است. اسن-نوردفایرتل ۲٫۸۶ کیلومتر مربع مساحت و ۷٬۳۰۸ نفر جمعیت دارد و ۴۸ متر بالاتر از سطح دریا واقع شده‌است.